# Echte vliegen
De echte vliegen (Muscidae) zijn een familie van tweevleugeligen (Diptera) uit de onderorde vliegen (Brachycera).
Een zeer algemene vertegenwoordiger van deze familie is de huisvlieg (Musca domestica) maar daarnaast omvat de familie nog ruim 5000 andere soorten, waarvan zo'n 600 in Europa en 167 inheems in Nederland.
Fossiele vondsten van Muscidae gaan terug tot het Eoceen, er wordt echter aangenomen dat echte vliegen al in het Perm voorkwamen.
Soorten uit deze familie kunnen ziekten verspreiden, zoals tyfus en cholera.

## Kenmerken
Deze insecten zijn over het algemeen borstelig behaard en niet uitbundig gekleurd.

## Leefwijze
De vliegen leven heel verschillend, afhankelijk van de soort. Veel soorten zijn bestuivers die van nectar leven, maar er zijn soorten die steken en bloed zuigen, roofvliegen (Coenosiinae) en soorten die vloeistoffen als wondvocht opzuigen. Larven leven vooral in rottend organisch materiaal (plantaardig, dierlijk, mest).

## Voortplanting
Dagelijks worden er 100 tot 150 eieren afgezet in rottend, organisch materiaal, mest, zwammen, water of planten. De snelgroeiende larven verpoppen zich binnen een week, als de omstandigheden goed zijn.

## Verspreiding en leefgebied
Deze familie komt wereldwijd voor op bloemen, uitwerpselen, rottend organisch materiaal en in dierennesten.

## Geslachten
- Adia
- Aethiopomyia
- Afromydaea
- Agenamyia
- Albertinella
- Alluaudinella
- Altimyia
- Amicitia
- Anaphalantus
- Andersonosia
- Anthocoenosia
- Anthomyia
- Apsil
- Arthurella
- Atelia
- Atherigona
- Auria
- Azelia
- Balioglutum
- Beccimyia
- Biopyrellia
- Bithoracochaeta
- Brachygasterina
- Brevicosta
- Bruceomyia
- Bryantina
- Buccophaonia
- Calliphoroides
- Camptotarsopoda
- Caricea
- Cariocamyia
- Cephalispa
- Chaetagenia
- Chaetopapuaia
- Chaetophaonia
- Charadrella
- Chortinus
- Coenosia
- Cordilura
- Cordiluroides
- Correntosia
- Crucianella
- Curranosia
- Cypselodopteryx
- Cyrtoneurina
- Dasyphora
- Deltotus
- Dichaetomyia
- Dimorphia
- Dolichophaonia
- Drepanocnemis
- Drymeia
- Eginia
- Eginiella
- Eudasyphora
- Exsul
- Fraserella
- Graphomya
- Gymnodia
- Gymnopapuaia
- Haematobia
- Haematobosca
- Haematostoma
- Haroldopsis
- Hebecnema
- Helina
- Helinomydaea
- Heliographa
- Hemichlora
- Hennigiola
- Hennigmyia
- Huckettomyia
- Hydrotaea
- Idiohelina
- Insulamyia
- Itatingamyia
- Lasiopelta
- Limnohelina
- Limnophora
- Limnospila
- Lispacoenosia
- Lispe
- Lispocephala
- Lispoides
- Lophosceles
- Macroeginia
- Macrorchis
- Magma
- Megophyra
- Mesembrina
- Metopomyia
- Microcalyptra
- Mitroplatia
- Morellia
- Mulfordia
- Musca
- Muscina
- Mydaea
- Myiophaea
- Myospila
- Neivamyia
- Neodexiopsis
- Neohelina
- Neolimnophora
- Neomuscina
- Neomyia
- Neorypellia
- Neurotrixa
- Notoschoenomyza
- Nystomyia
- Ochromusca
- Ocypodomyia
- Ophyra
- Opsolasia
- Orchisia
- Oxytonocera
- Pachyceramyia
- Palpibracus
- Papuaia
- Papuaiella
- Paracoenosia
- Paralimnophora
- Parastomoxys
- Parvisquama
- Passeromyia
- Pectiniseta
- Pentacricia
- Phaomusca
- Phaonia
- Phaonidia
- Phaonina
- Philornis
- Pictia
- Pilispina
- Plexiopsis
- Plumispina
- Polietes
- Polietina
- Potamia
- Prohardyia
- Prostomoxys
- Pseudocoenosia
- Pseudohelina
- Pseudoptilolepis
- Psilochaeta
- Pygophora
- Pyrellia
- Pyrellina
- Reinwardtia
- Reynoldsia
- Rhabdoptera
- Rhinomusca
- Rhynchomydaea
- Rypellia
- Sarcopromusca
- Scenetes
- Schoenomyza
- Schoenomyzina
- Scutellomusca
- Sinophaonia
- Souzalopesmyia
- Spanochaeta
- Spathipheromyia
- Spilogona
- Stomopogon
- Stomoxys
- Stygeromyia
- Syllimnophora
- Syngamoptera
- Synthesiomyia
- Tamilomyia
- Tertiuseginia
- Tetramerinx
- Thaumasiochaeta
- Thricops
- Trichomorellia
- Villeneuvia
- Xenomorellia
- Xenomyia
- Xenotachina
- Xestomyia

## Onderfamilies
- Atherigoninae
- Azeliinae
- Coenosiinae
- Cyrtoneurininae
- Muscinae
- Mydaeinae
- Phaoniinae

## In Nederland waargenomen soorten
- Genus: Achanthiptera
  - Achanthiptera rohrelliformis
- Genus: Atherigona
  - Atherigona varia
- Genus: Azelia
  - Azelia aterrima
  - Azelia cilipes
  - Azelia nebulosa
  - Azelia triquetra
  - Azelia zetterstedtii
- Genus: Brontaea
  - Brontaea eremophila
  - Brontaea humilis
- Genus: Coenosia
  - Coenosia agromyzina
  - Coenosia ambulans
  - Coenosia antennata
  - Coenosia atra
  - Coenosia attenuata
  - Coenosia bilineella
  - Coenosia campestris
  - Coenosia distinguens
  - Coenosia femoralis
  - Coenosia flavimana
  - Coenosia humilis
  - Coenosia intermedia
  - Coenosia lacteipennis
  - Coenosia means
  - Coenosia mollicula
  - Coenosia pedella
  - Coenosia perpusilla
  - Coenosia pumila
  - Coenosia pygmaea
  - Coenosia ruficornis
  - Coenosia rufipalpis
  - Coenosia sexmaculata
  - Coenosia testacea
  - Coenosia tigrina
  - Coenosia trilineella
  - Coenosia verralli
- Genus: Dasyphora
  - Dasyphora albofasciata
- Genus: Dexiopsis
  - Dexiopsis lacteipennis
  - Dexiopsis minutalis
  - Dexiopsis ruficornis
- Genus: Drymeia
  - Drymeia hamata
- Genus: Eginia
  - Eginia ocypterata
- Genus: Eudasyphora
  - Eudasyphora cyanella
  - Eudasyphora cyanicolor
- Genus: Graphomya
  - Graphomya maculata
- Genus: Haematobia
  - Haematobia irritans
- Genus: Haematobosca
  - Haematobosca stimulans
- Genus: Hebecnema
  - Hebecnema nigra
  - Hebecnema nigricolor
  - Hebecnema umbratica
  - Hebecnema vespertina
- Genus: Helina
  - Helina allotalla
  - Helina calceata
  - Helina celsa
  - Helina ciliatocosta
  - Helina cinerella
  - Helina confinis
  - Helina depuncta
  - Helina evecta
  - Helina impuncta
  - Helina intermedia
  - Helina lasiophthalma
  - Helina latitarsis
  - Helina maculipennis
  - Helina obscurata
  - Helina parcepilosa
  - Helina pertusa
  - Helina protuberans
  - Helina pubescens
  - Helina quadrinotata
  - Helina quadrum
  - Helina reversio
  - Helina setiventris
  - Helina sexmaculata
  - Helina tetrastigma
  - Helina trivittata
- Genus: Hydrotaea
  - Hydrotaea aenescens - (Drijfmestvlieg)
  - Hydrotaea albipuncta
  - Hydrotaea armipes
  - Hydrotaea capensis
  - Hydrotaea cinerea
  - Hydrotaea cyrtoneurina
  - Hydrotaea dentipes
  - Hydrotaea diabolus
  - Hydrotaea floccosa
  - Hydrotaea glabricula
  - Hydrotaea ignava
  - Hydrotaea irritans
  - Hydrotaea meridionalis
  - Hydrotaea meteorica
  - Hydrotaea militaris
  - Hydrotaea palaestrica
  - Hydrotaea parva
  - Hydrotaea pellucens
  - Hydrotaea pilipes
  - Hydrotaea similis
  - Hydrotaea velutina
- Genus: Limnophora
  - Limnophora exuta
  - Limnophora maculosa
  - Limnophora nigripes
  - Limnophora riparia
  - Limnophora tigrina
  - Limnophora triangula
- Genus: Limnospila
  - Limnospila albifrons
- Genus: Lispe
  - Lispe caesia
  - Lispe consanguinea
  - Lispe hydromyzina
  - Lispe litorea
  - Lispe loewi
  - Lispe nana
  - Lispe pygmaea
  - Lispe tentaculata
  - Lispe uliginosa
- Genus: Lispocephala
  - Lispocephala alma
  - Lispocephala brachialis
  - Lispocephala erythrocera
  - Lispocephala falculata
  - Lispocephala verna
- Genus: Macrorchis
  - Macrorchis meditata
- Genus: Mesembrina
  - Mesembrina meridiana - (Schorsvlieg)
- Genus: Morellia
  - Morellia aenescens
  - Morellia hortorum - (Tuinvlieg)
  - Morellia podagrica
  - Morellia simplex
- Genus: Musca
  - Musca autumnalis - (Herfstvlieg)
  - Musca domestica - (Huisvlieg)
  - Musca osiris
  - Musca tempestiva
- Genus: Muscina
  - Muscina levida
  - Muscina pascuorum
  - Muscina prolapsa
  - Muscina stabulans
- Genus: Mydaea
  - Mydaea ancilla
  - Mydaea anicula
  - Mydaea corni
  - Mydaea humeralis
  - Mydaea nebulosa
  - Mydaea orthonevra
  - Mydaea urbana
- Genus: Myospila
  - Myospila bimaculata
  - Myospila meditabunda
- Genus: Neolimnophora
  - Neolimnophora maritima
  - Neolimnophora virgo
- Genus: Neomyia
  - Neomyia cornicina
  - Neomyia viridescens
- Genus: Phaonia
  - Phaonia amabilis
  - Phaonia angelicae
  - Phaonia apicalis
  - Phaonia atriceps
  - Phaonia cincta
  - Phaonia errans
  - Phaonia falleni
  - Phaonia fusca
  - Phaonia fuscata
  - Phaonia gobertii
  - Phaonia gracilis
  - Phaonia halterata
  - Phaonia incana
  - Phaonia magnicornis
  - Phaonia mystica
  - Phaonia pallida
  - Phaonia palpata
  - Phaonia perdita
  - Phaonia pratensis
  - Phaonia rufipalpis
  - Phaonia rufiventris
  - Phaonia serva
  - Phaonia subventa
  - Phaonia trimaculata
  - Phaonia tuguriorum
  - Phaonia valida
- Genus: Polietes
  - Polietes domitor
  - Polietes lardarius - (Spekvlieg)
  - Polietes meridionalis
- Genus: Potamia
  - Potamia littoralis
- Genus: Pseudocoenosia
  - Pseudocoenosia solitaria
- Genus: Pyrellia
  - Pyrellia rapax
  - Pyrellia vivida
- Genus: Schoenomyza
  - Schoenomyza litorella
- Genus: Spanochaeta
  - Spanochaeta dorsalis
- Genus: Spilogona
  - Spilogona aerea
  - Spilogona baltica
  - Spilogona biseriata
  - Spilogona contractifrons
  - Spilogona dispar
  - Spilogona falleni
  - Spilogona marginifera
  - Spilogona marina
  - Spilogona pacifica
  - Spilogona scutulata
  - Spilogona surda
  - Spilogona varsaviensis
  - Spilogona veterrima
- Genus: Stomoxys
  - Stomoxys calcitrans - (Stalvlieg)
- Genus: Thricops
  - Thricops beckeri
  - Thricops diaphanus
  - Thricops foveolatus
  - Thricops semicinereus
  - Thricops simplex
  - Thricops sudeticus
- Genus: Villeneuvia
  - Villeneuvia aestuum